# Bolygó Hollandi
A Bolygó Hollandi (angolul Flying Dutchman) egy Davy Jones, később Will Turner kapitánysága alatt álló képzeletbeli szellemhajó, amely a 2006-os A Karib-tenger kalózai: Holtak kincse és a 2007-es A Karib-tenger kalózai: A világ végén, majd a Karib-tenger kalózai: Salazar bosszúja című filmekben, A Karib-tenger kalózai sorozat második, harmadik és az ötödik részében tűnik fel. Eredete és neve a bolygó hollandi tengeri legendájából vezethető le, bár jelentős különbségek vannak a legendabéli hajó és a filmbéli között.
A hajó kinézetét a 17. századi holland fleute típusú hajók és az 1628-ban elsüllyedt svéd Vasa nevű hajó inspirálta. A külsejét hínár, kagylóhéjak és más, különféle tengeri növények borítják. Ezek annak eredményei, hogy a hajó a tenger alatt is tud úszni. A Bolygó Hollandit oldalról 48, elölről két, hármas forgó ágyú védi. A hajó mindenkori kapitányát a legendás leviathán, a kráken is szolgálja. A krákent a hajó fedélzetén található hatalmas forgó kerékkel hívják, és amikor az teljesen el van forgatva, akkor egy hanghullámot küld az óceánok mélyére, felébresztve ezzel a szörnyet. Az mondják, hogy aki a Bolygó Hollandit irányítja, az a tengerek felett is uralkodik.

## A legenda
Az elnevezés a 17. századból származik, amikor Hendrik van der Decken útnak indult Amszterdamból, hogy vagyont szerezzen Kelet-Indiában. A hajó a Jóreménység fokánál heves viharba került. Az elszánt kapitány azonban a legénység zúgolódása ellenére tovább hajózott. A legenda szerint maga az ördög jelent meg a kapitány előtt, és arra biztatta hogy szembe szegülve Isten akaratával, kormányozza a hajót a vihar közepébe.

## Történet

### Holtak kincse
Jack Sparrow kapitány megpróbálja elkerülni azt, hogy ki kelljen fizetnie tartozását Davy Jonesnak, Will Turnert ajánlva maga helyett. Jack elmondja Willnek, hogy a hajótörött hajó az egyik zátonyon a Bolygó Hollandi, és azon találja meg a kulcsot Jones Holtak kincséjéhez. Míg Will a zátonyra futott hajón tartózkodik, a valódi Hollandi kiemelkedik a tenger felszíne alól, és annak legénysége foglyul ejti. Jones felajánlja a haldoklóknak a százévi szolgálatot a hajón a halál helyett. A haláltól rettegve a matrózok elfogadják ajánlatát, egy kivételével, aki ezt elutasítja, és ezért megölik. Mivel Will se haldokló, se halott, őt foglyul ejtik. Jones elmondja Jacknek, hogy nem fogadja el Willt az ő lelke helyett. Hogy kiegyenlítse tartozását, Jacknek száz lelket kell adnia Jones-nak három napon belül, másként a krakennel kell szembenéznie. Jack megpróbálja visszaszerezni Willt, de Jones előlegként megtartja őt.

### A világ végén
A Bolygó Hollandi és Davy Jones  visszatérnek a Karib-tenger kalózai: A világ végén című filmben Lord Cutler Beckett vezetésével. A Hollandi Elizabethet, Willt és új kapitányukat, Hector Barbossát kergeti, amint azok a világ vége felé hajóznak Jackért.
Kiderül, hogy a Bolygó Hollandi feladata a lelkek szállítása a túlvilágra. A személyt erre a feladatra a tenger istennője, Kalüpszó választotta ki. Davy Jones szerelme Kalüpszó volt, aki azon a napon, mikor szerelmével egy napot a tengerparton tölthetett volna, nem jelent meg. Jones becsapottnak érezte magát, szerelme árulását nem tudta elviselni, így kivágta a saját szívét. Egy ládába zárta, majd elrejtette az Isla Crusesen. Bosszúból összehívta a kalózurakat az első kalóztanácsba és elmondta nekik, hogyan tudják Kalüpszót emberi formába zárni. Jones felhagyott a lelkek szállításával és egy szörny-kinézetű lénnyé vált.
Fény derül arra is, hogy a hajó mindenkori kapitányának ki kell vágnia saját szívét és a ládába kell helyeznie azt. Ezt Weatherby Swann kormányzó lelke árulja el, akit Lord Beckett végeztetett ki amiatt, hogy megtudja mindezt és szolgálataira már nem volt szükség. A kormányzó ezt Barbossa kapitánynak és Sparrow-nak, Elizabeth-nek és Willnek, valamint a Fekete Gyöngy legénységének mondja el, akik a túlvilágról térnek vissza.
A film csúcspontjában a Bolygó Hollandi a Kelet-indiai Társaság flottáját vezeti a kalóztanács seregei ellen. A Hollandi a Fekete Gyönggyel kezd harcolni egy óriási, Kalüpszó által létrehozott örvényben.

## Fegyverzet
Mint más hajók, a Bolygó Hollandi is a bal és jobb oldalán ágyúkkal van felszerelve. Oldalain 46 darab, egyenként 6 fontos ágyú található rajta, azaz oldalanként 23. A főfedélzeten 18 darab, az ágyúfedélzeten 20 darab, a felső fedélzeten 8 darab ágyú van. A tatfedélzetet és az orrfedélzetet 4-4 ágyú díszíti.